# Арутюнов, Николай Рафаэлевич
Никола́й Рафаэ́левич Арутю́нов (11 апреля 1958, Москва, РСФСР, СССР — 22 сентября 2021, Москва, Россия) — советский и российский певец, композитор, блюз- и рок-музыкант. Вокалист групп: «Лига блюза», «Четверг Арутюнова», «Funky Soul», «The Booze Band», «Николай Арутюнов & The Blues Barbarians», «Арутюнов & Quorum».

## Биография
Николай Арутюнов родился в Москве в семье инженера-вагоностроителя и преподавательницы немецкого языка. По происхождению — армянин (Тер-Арутюнян). После геноцида армян из рода Тер-Арутюнянов выжил только дед Николая — Нжде, который основался в Москве.
В 11 лет присоединился к школьному рок-ансамблю. В 1970-е пел в различных любительских группах. Свою вокальную манеру формировал под влиянием американских и английских рок-, блюз- и соул-вокалистов. Таким образом, со временем он выработал собственный стиль – сплав блюзовой фразировки, мощной подачи, широкого диапазона, экспрессивности и узнаваемого тембра.
В 1979 году Арутюнов организовал группу «Лига блюза».
Был инициатором создания нескольких коллективов. В 1997 году вместе с гитаристом Дмитрием Четверговым собрал ансамбль «Четверг Арутюнова», который просуществовал до 2001 года, исполняя репертуар американских и английских хард-рок-групп, в основном, 70-х годов. На счету группы один CD.
В 2001 году начал фанковый проект, который в 2005 году привёл к созданию группы «Николай Арутюнов & Funky Soul». В этом коллективе, который являлся для него основным, он использовал тот же подход к репертуару, что и в «Лиге Блюза», совмещая исполнение на английском языке (фанк- и соул-классика) и на русском (собственные песни). Группа выпустила три CD.
С 2014 по 2018 годы пел в группе «Арутюнов & Quorum», которая специализировалась на исполнении классических произведений британского арт- и прогрессив-рока 70-х годов. Ансамблем выпущены два DVD и один CD.
С 2004 по 2012 годы регулярно выступал в Минске в составе проекта «Николай Арутюнов & The Blues Barbarians». Основой коллектива были музыканты белорусской группы «Крама». В 2013 году вышел CD «Live in Minsk».
В 2006 году Арутюнов был вокалистом английской группы «The Booze Band», которая дала несколько концертов в Москве. В 2006 году выпущен DVD «Live in Moscow». Запись песни «Puttin' On the Ritz» в исполнении Арутюнова была использована в серии рекламных роликов «Сокос» в 2006 году.
Сотрудничал с другими артистами разных направлений. Во второй половине 1990-х годов в качестве приглашённого вокалиста часто выступал с «Фонограф джаз бэндом» Сергея Жилина, где исполнял блок песен из репертуара «Blood Sweat & Tears». Неоднократно пел с «CrossroadZ» Сергея Воронова и «Квадро» Вячеслава Горского. Выступал или записывался с «Удачным Приобретением» Алексея «Вайта» Белова, «Blues Cousins» Левана Ломидзе, биг-бэндом Игоря Бутмана, Ришадом Шафи, Димитрием Перцем, Владимиром Рацкевичем, Алексеем Шелыгиным, Сергеем Трухановичем, «Кукурузой», «Easy Dizzy» и др. Записи со многими из этих артистов можно услышать на трёх соло-альбомах Н. Арутюнова.
В 1992 году принял участие в записи и съёмке видеоролика песни «We`ll Be Back» группы «Э.С.Т.» вместе с Николаем Носковым, Валерием Кипеловым, Дмитрием Варшавским, Александром Лосевым, Анатолием Крупновым, Жаном Сагадеевым и др.
Участвовал в записи саундтреков:
- 1992 г. — русскоязычная версия рок-оперы «Иисус Христос Суперзвезда» (партия первосвященника Кайафы).
- 2016 г. — рок-опера Сергея Скрипникова и Маргариты Пушкиной «Окситания» (ария Симона де Монфора).
- 2016 г. — «Дух Соноры», киноверсия рок-оперы «Звезда и Смерть Хоакина Мурьеты» Алексея Рыбникова и Юлия Кима (партия Дьяблеро).
- В 2021 году в мультфильме «Дровосекова Краюшка» спел партию Пана (музыка Льва Землинского).

Неоднократно пел с такими артистами, как Johnny Copeland, B.B. King, Lee Rocker, Chris Farlowe (трижды), Miller Anderson, «Colosseum», Pete Brown, «Roomful of Blues» (дважды). Был первым российским музыкантом, выступившим на главной сцене Всемирного Джаз-фестиваля в Монтрё (1994 г.) и в телешоу «Rockpalast» (2006 г., Бонн).
Н. Арутюновым создано много прикладной музыки. В качестве певца, композитора и продюсера записал более тридцати рекламных теле- и радио-роликов. Написал музыку песни «Игры, которые мы заслужили» — официального гимна кампании по выдвижению Сочи столицей Зимней Олимпиады 2014-го года (автор текста — Карен Кавалерян).
С 2009 по 2012 годы вёл на радио «Финам FM» авторскую программу «Историческая справедливость».
В 2018 году Арутюнов выступал в телешоу «Голос 60+», где один из номеров спел с ним его сын Сергей Арутюнов.
В 2019 году вместе с Сергеем Вороновым, Артуром Беркутом, Арменом Григоряном, Дмитрием Дибровым и др. принял участие в записи и съёмке клипа песни Сергея Арутюнова «Мы же не в Париже».
В 2019 году Арутюнов написал гимн ФК «Динамо Москва» и исполнил его на неофициальном открытии нового стадиона «Динамо». На официальном открытии гимн исполнял сын Николая Сергей Арутюнов и Лев Лещенко.
В 2020 году вместе с сыном Сергеем Арутюновым участвовал в финале отборочного проекта «К Евровидению» Общественного телеканала Армении.
В 2021 году Николай Арутюнов, спустя 22 года после фактического распада «Лиги Блюза», решил снова собрать группу уже с двумя солистами: собой и сыном Сергеем Арутюновым.
Николай Арутюнов скончался 22 сентября 2021 года от последствий коронавирусной инфекции. Похоронен на Введенском кладбище (уч. 26).
В 2023 году сын Николая Сергей Арутюнов стал участником программы «Квартирник на НТВ», посвящённой памяти Н. Арутюнова. Вместе с Сергеем песни его отца исполнили друзья и коллеги Николая Арутюнова.
В настоящее время группа «Лига Блюза» с солистом Сергеем Арутюновым продолжает концертную деятельность.

## Дискография
- 1991 — «Да здравствует ритм-энд-блюз!» (LP, CD) — «Лига блюза»
- 1995 — «Неужели прошло 15 лет?» (CD, LP) — «Лига блюза»
- 1998 — «Живая коллекция» (CD, DVD) — «Лига блюза»
- 2002 — «Четверг Арутюнова» (CD) — «Четверг Арутюнова»
- 2005 — «Голос» (CD) — соло, записи 1991—2000 гг.
- 2006 — «The Booze Band. Live in Moscow» (DVD) — «The Booze Band»
- 2008 — «Николай Арутюнов & Funky Soul» (CD) — «Николай Арутюнов & Funky Soul»
- 2012 — «A Singer in a Band» (CD) — соло, записи 2001—2010 гг.
- 2012 — «Николай Арутюнов & The Blues Barbarians. Live in Minsk» (CD) — «Николай Арутюнов & The Blues Barbarians»
- 2013 — «Бронефанк» (CD) — «Николай Арутюнов & Funky Soul»[6]
- 2017 — «Вечер в кино» (DVD) — «Арутюнов & Quorum»
- 2017 — «Piggy Pig Pig» (CD) — «Арутюнов & Quorum»